# Anisostachya breviloba
Anisostachya breviloba är en akantusväxtart som beskrevs av Raymond Benoist. Anisostachya breviloba ingår i släktet Anisostachya och familjen akantusväxter. Inga underarter finns listade i Catalogue of Life.